# 小行星7859
小行星7859，又称为拉萨星，是由捷克天文学家安东尼·马寇斯于1979年10月19日在克莱季天文台发现的主带小行星。
小行星7859以西藏自治区的首府拉萨市命名。